# Směsová tkanina
Směsová tkanina (angl.: mixed fabric, něm.: Mischgewebe) je plošná textilie ze dvou nebo více rozdílných materiálů.
Tkanina sestává buďto ze směsových přízí nebo z osnovy a útku s rozdílným materiálovým složením. 
Obsah jednotlivých komponent se udává v procentech váhových podílů (65 % PES / 35 % CO a pod.). Jestliže podíl jednoho materiálu dosahuje 85 %, označuje se tkanina jen jménem dané suroviny (např. bavlněná tkanina). U materiálů s obsahem nižším než 10% se nemusí udávat procentuální podíl.
Druh směsi se často vyjadřuje přívlastkem poukazujícím na technologii výroby příze, např. vlnařská tkanina, bavlnářská tkanina, syntetická tkanina (tj. z filamentových přízí).
Technické tkaniny sestávající z více materiálových komponent, zejména tkané výztuže kompozitů, se zpravidla namísto "směsové" označují přívlastkem hybridní.  U tkanin pro oděvní účely se označení "hybridní" používá jen zcela výjimečně.
U směsových pletenin se obvykle udává procentuální složení stejně jako u tkanin, u netkaných textilií jen druhy materiálu bez výše podílu. 

## Galerie směsových textilií

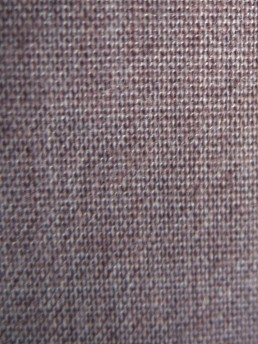
Popelínová tkanina 65% PES / 35% CO (cca 10x zvětšeno)
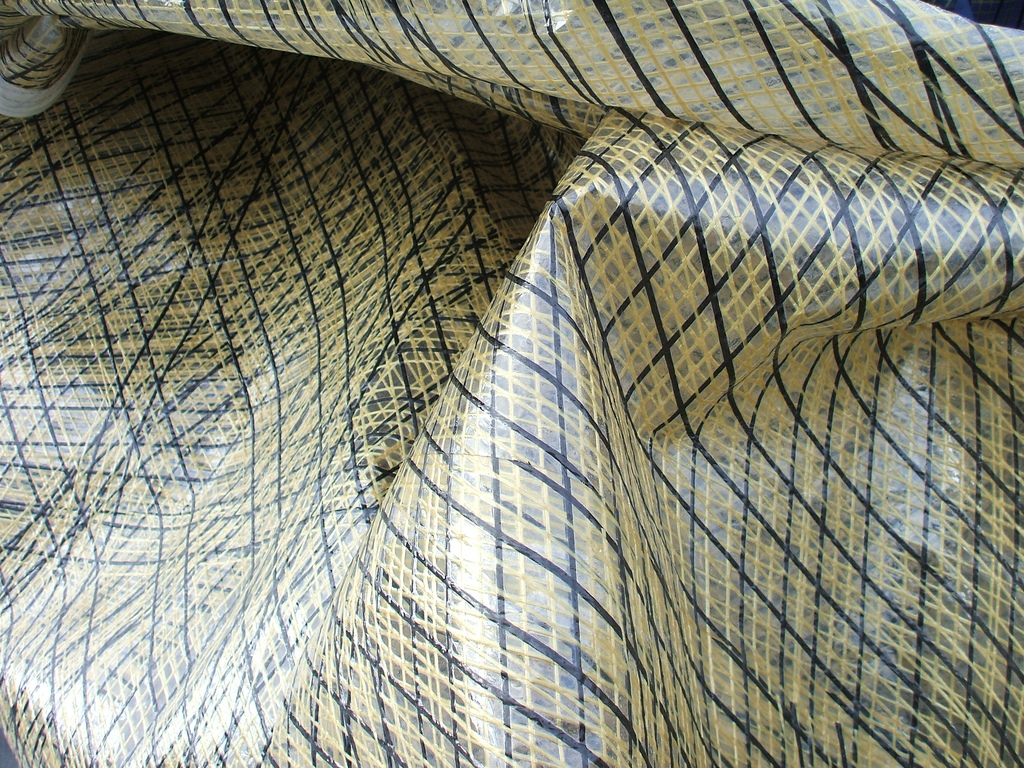
Laminovaná hybridní tkanina z aramidové a uhlíkové příze
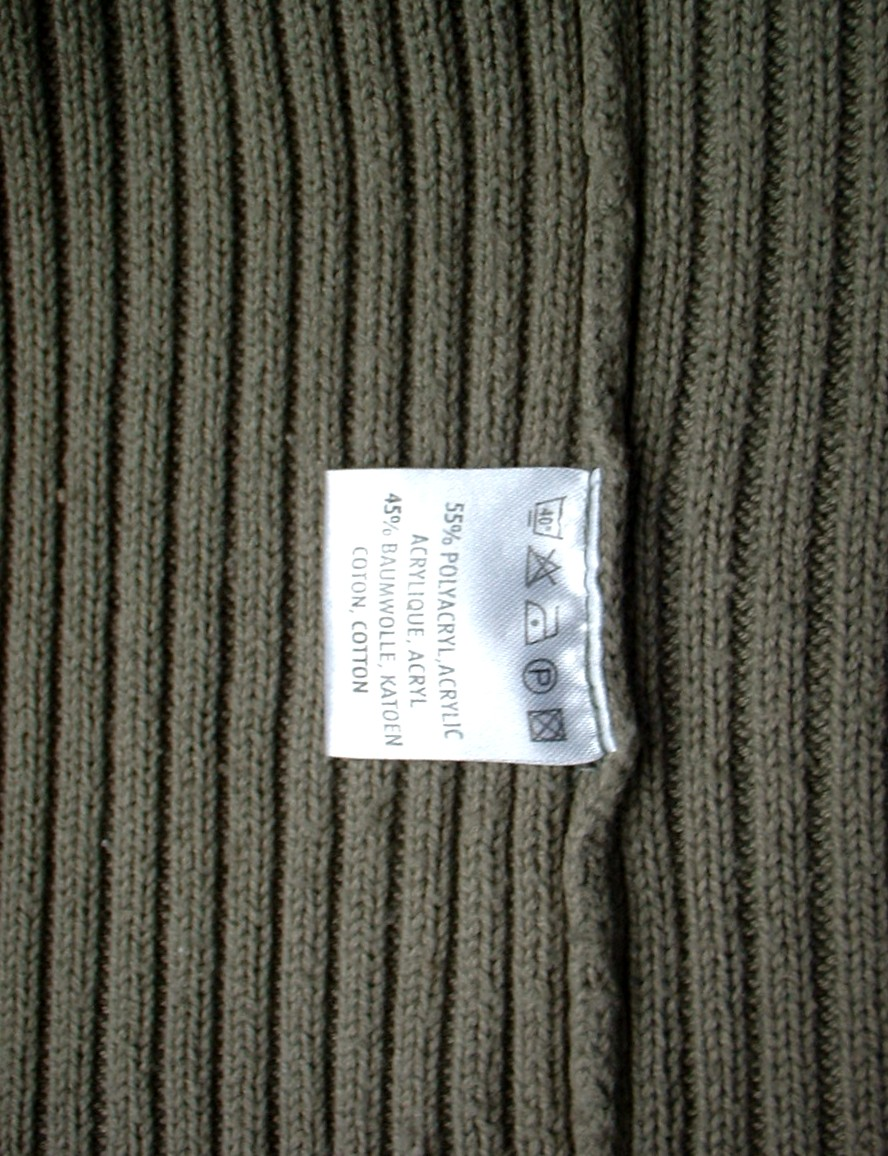
Údaje o materiálovém složení na pletené vestě